# Dubinino (osiedle typu miejskiego)
Dubinino (ros. Дубинино) – osiedle typu miejskiego w Rosji, w Kraju Krasnojarskim, w rejonie szarypowskim. W 2021 liczyło 7440 mieszkańców.